# Montesquieu (Hérault)
Montesquieu (okzitanisch: Montesquiu) ist eine südfranzösische Gemeinde mit 76 Einwohnern (Stand: 1. Januar 2022) im Département Hérault in der Region Okzitanien. Sie gehört zum Arrondissement Béziers und zum Kanton Cazouls-lès-Béziers (bis 2015: Kanton Roujan). Die Einwohner werden Montesquivains genannt.

## Lage
Montesquieu liegt etwa 24 Kilometer nordnordöstlich von Béziers. Umgeben wird Montesquieu von den Nachbargemeinden Pézènes-les-Mines im Norden und Nordwesten, Valmascle im Nordosten, Vailhan im Osten, Gabian im Süden, Roquessels im Westen und Südwesten sowie Fos im Westen.

## Bevölkerungsentwicklung
| Jahr                       | 1962 | 1968 | 1975 | 1982 | 1990 | 1999 | 2006 | 2017 |
| Einwohner                  | 45   | 53   | 35   | 38   | 47   | 47   | 58   | 70   |
| Quellen: Cassini und INSEE |      |      |      |      |      |      |      |      |

## Sehenswürdigkeiten
- mittelalterlicher Ortskern